# Dragon Age: Origins
 (novembre 2018).
Dragon Age: Origins est un jeu vidéo de rôle développé par BioWare et édité par Electronic Arts, le premier de la série Dragon Age. Il est sorti le 3 novembre 2009 en Amérique du Nord et le 6 novembre 2009 en Europe sur PC, PlayStation 3 et Xbox 360. Une version Mac est sortie le 22 décembre 2009.
Se déroulant dans un univers de heroic fantasy, il est présenté comme le descendant spirituel de Baldur’s Gate. À noter que contrairement à ce dernier, le jeu n’utilisera pas les règles du jeu de rôle Donjons et Dragons.
Une suite, Dragon Age 2, a été officiellement annoncée le 8 juillet 2010. Ce jeu est disponible depuis le 8 mars 2011 en Amérique du Nord et le 10 mars 2011 en Europe.
Un jeu de rôle papier tiré de cet univers est édité en anglais par Green Ronin.

## Contexte de l'Histoire
L'Histoire de Dragon Age : Origins s'inscrit dans une période troublée pour Férelden, la région du monde de Thédas dans lequel se déroule le jeu. 
- Le royaume de Férelden ne s'est libéré que depuis une trentaine d'années de son puissant voisin, l'Empire d'Orlaïs. Maric, l'homme qui a rendu cela possible, est mort et c'est son jeune fils, Cailan, qui lui a succédé. Néanmoins ce dernier prend des positions parfois discutées par ses généraux, affaiblissant d'une certaine manière son autorité alors qu'Orlaïs menace à tout instant de revenir à l'assaut et qu'une étrange menace se profil au-delà des mers : les Qunaris [4][source insuffisante].
- Le retour de l'Engeance au sud de Férelden ne laisse présager rien de bon. Alors que la plupart des Hommes ont oublié jusqu'à l'existence même de la Garde des Ombres, la venue d'un nouvel archidémon pourrait sonner le glas de l'humanité, alors submergée par un Cinquième Enclin[5][source insuffisante].
- Le royaume tout entier est soumis au vice et à la corruption de toutes parts : les nobles trahissent dans le but d'acquérir plus de pouvoir, les guildes de tueurs et de voleurs prospèrent partout dans le pays et les discriminations envers les minorités naines et elfes - en particulier ceux des villes - ne font que renforcer un contexte de violence qui se propage dans toutes les strates de la société[6].

## La création de personnage
Dragon Age: Origins propose trois peuples de personnages différents : les Humains, les Elfes, et les Nains :
- Les Humains représentent le peuple le plus répandu et le plus influent de Thédas (le monde dans lequel se déroulent les évènements de Dragon Age). Ils sont polyvalents, et profitent d'une aura de réputation indiscutable ;
- Les Elfes sont les descendants d'un ancien peuple qui dominait autrefois le monde. La plupart sont désormais la victime d'un racisme ordinaire, et vivent sous la coupe et la domination des Humains, cloîtrés dans quelques ghettos. Certains clans ont cependant choisi l'exil dans les forêts ancestrales. Leurs penchants naturels pour les choses de l'esprit en font cependant de très bons mages ;
- Les Nains sont les gardiens souterrains du monde, premier rempart que les Engeances démoniaques rencontrent lorsqu'elles sortent des Tréfonds qui les ont vues naître. Le peuple Nain s'est cependant affaibli au cours des années, usé par cette lutte interminable contre les forces du Mal. Physiquement très robustes et dotés d'une résistance innée aux arcanes, les Nains ne peuvent en contrepartie accéder aux rudiments de la magie.

Une fois le peuple de départ déterminée, le jeu propose 3 archétypes de classes différents : le Guerrier, le Mage, et le Voleur :
- Les Guerriers sont les spécialistes du combat. Leurs principaux talents leur permettent d'opter pour tous les styles de combat, du maniement du bouclier au combat à deux armes, en passant par les volumineuses armes à deux mains ou celles de tir. Ce sont les maîtres incontestés du corps à corps, endurants, et capables d'encaisser de nombreux coups sur le champ de bataille.
- Le Mage, à l'opposé du guerrier, est incapable de survivre bien longtemps entourés d'adversaires. C'est un personnage de seconde ligne, capable à la fois de soigner ses compagnons, d'infliger des dégâts considérables via des sorts élémentaires, et de grandement affaiblir ses ennemis. Bien qu'il puisse porter armes et armures encombrantes, il se verra bien plus à l'aise pour manier son art dans une simple toge, ou à canaliser son énergie dans quelque bâton magique.
- Le Voleur est un combattant agile et astucieux, misant davantage sur ces talents que sur sa force brute. À l'arc, à l’arbalète, ou au corps à corps, il dispose de toute une panoplie d'attaques sournoises et de coups-bas lui permettant de mettre ses adversaires hors d'état de nuire avant même d'avoir eu le temps de riposter. Ne possédant pas la robustesse de son frère d'arme guerrier, il ne pourra cependant pas encaisser un trop long et éprouvant affrontement au corps à corps. En outre, il sait aussi détecter les pièges et crocheter les serrures.

Une fois le peuple et la classe déterminés, il est ensuite possible de choisir (dans une certaine mesure) les origines du personnage, qui dépendent du peuple et de la classe choisies précédemment.
- Le Mage, qu'il soit Elfe ou Humain, a passé toute son enfance à étudier les secrets des arcanes dans la Tour des Mages. Il est l'heure pour lui d'affronter le rituel de la Confrontation, qui le fera enfin devenir Mage à part entière... ou se perdre à jamais dans le néant de l'Immatériel.
- L'Humain, s'il n'est pas Mage, appartient à la noble famille des Cousland, l'une des plus illustres de Férelden.
- L'Elfe, s'il n'est pas Mage, peut être d'origine citadine, ou faire partie du clan dalatien exilé en pleine forêt de Bréciliane. Les premiers auront vécu une enfance miséreuse dans les pires quartiers de la capitale, Dénérim, tandis que les seconds, auront passé une vie recluse aux confins de la forêt, à l'écart de toute société.
- Le Nain pourra lui aussi être originaire du bas peuple, d'une famille de parias au service contraint et pragmatique de la pègre locale, ou au contraire être issu de la très noble famille royale Aeducan d'Orzammar, capitale souterraine du royaume Nain, et empêtré dans les intrigues et complots politiques.

Le jeu propose ensuite un choix varié et riche de personnalisation physique de son avatar, que ce soit sa corpulence, sa couleur et sa coupe de cheveux, la forme de ses yeux ou de sa mâchoire, et jusqu'au tatouage simple ou chargé sur son visage.

## Système de jeu

### Les attributs
Chaque personnage possède 6 attributs qui le caractérisent. Trois d'entre eux font référence à des caractéristiques physiques, et les trois autres à des caractéristiques mentales.
- La Force : l'attribut essentiel de tout combattant au corps à corps. Elle détermine l'efficacité du combattant, Guerrier ou Voleur, ayant choisi cette voie. De plus, les armes et les armures les plus puissantes nécessitent une force considérable pour être portées, puis maniées sans s'épuiser en quelques secondes. Elle contribue aussi dans une moindre mesure à la résistance physique du personnage, ainsi qu'à sa capacité à intimider autrui.
- La Dextérité : cet attribut détermine conjointement la capacité du personnage à se défendre et à esquiver, ainsi que son adresse et son efficacité au tir. Elle conditionne également l'obtention de certaines techniques de combat. De plus, certains arcs ne peuvent être maniés sans un score élevé de dextérité. C'est un attribut indispensable à tout Voleur, mais aussi à certains combattants.
- La Constitution : cet attribut détermine la résistance physique et le nombre de coups que le personnage pourra encaisser avant de perdre connaissance. Il s'agit donc d'un attribut essentiel à tout combattant de première ligne.
- La Magie : un attribut essentiel et caractéristique des Mages. Il détermine la puissance brute des sorts, ainsi que leur chance de réussite. De plus, certains bâtons magiques nécessitent un haut score dans cet attribut pour être maniés correctement. Pour tous les autres, il améliore principalement l'efficacité des baumes, cataplasmes, et autres potions diverses.
- La Volonté : cet attribut détermine principalement l'endurance physique ou magique du personnage, conditionnant ainsi le nombre de techniques et de sorts qu'il pourra effectuer lors d'un combat.
- La Ruse : un attribut très important pour la classe de Voleur, puisqu'il détermine l'efficacité de la plupart de ses techniques de combat. De plus, il permet en décelant les points faibles dans les armures ennemies d'optimiser les coups portés. Enfin, il permet aussi d'accéder à des compétences avancées diverses, et de parfaire les talents de persuasion du personnage.

### Les compétences
Les compétences sont des talents pour la plupart secondaires, procurant quelques avantages dans des domaines divers et variés. Chaque compétence se décline en 4 niveaux, du plus basique au plus avancé, et leur acquisition est contingentée par le score de l'attribut « Ruse » (à l'exception de la Pose de pièges, de l'Herborisme, et de la Préparation de poisons, qui peuvent s'acquérir librement).
- la Rhétorique : cette compétence offre parfois certains dialogues supplémentaires lors des conversations, et améliore les chances d'intimidation et de persuasion.
- le Larcin : cette compétence permet d'escamoter d'autres personnages, et de leur dérober or et butin en tout genre.
- la Pose de pièges : cette compétence permet d'apprendre à fabriquer et installer des pièges et appâts à partir d'ingrédients courants. Plus la compétence sera à un niveau élevé, plus les plans des pièges confectionnés pourront être complexes... et efficaces.
- la Survie : cette compétence permet à un personnage d'évaluer rapidement le nombre et le niveau des ennemis alentour, et améliore aussi légèrement ses capacités de résistances naturelle.
- l'Herborisme : cette compétence permet d'apprendre à fabriquer potions, baumes et autres cataplasmes à partir d'ingrédients et de plantes courants. Plus la compétence sera à un niveau élevé, plus les formules des produits pourront être complexes, et les effets importants.
- la Préparation de poisons : cette compétence permet à un personnage d'apprendre à confectionner des poisons à appliquer sur des armes, ainsi que des bombes ou d'autres projectiles chimiques à lancer, à partir de plantes et d'ingrédients de base. Plus la compétence sera élevée, plus les recettes de poisons mémorisés seront complexes, et foudroyants.
- la Formation au combat : pour les combattants, permet de progresser dans les talents de combats, et pour les mages, de réduire les interruptions d'incantation causées par les attaques ennemies. Les Guerriers se voient offrir automatiquement les 4 niveaux de cette branche de compétences.
- Stratégie militaire : cette compétence permet d'améliorer les profils de réactions automatiques du personnage lorsqu'il n'est pas directement dirigé par le joueur.

Les Voleurs reçoivent un point de compétence tous les deux niveaux, et les Guerriers et les Mages tous les trois niveaux.

### Les talents et les sorts
Les talents et sorts représentent les capacités spéciales de combat de votre personnage. Leur utilisation puise dans les réserves d'endurance ou de mana du personnage.
Elles fonctionnent par groupe de 4, et on ne peut acquérir un palier sans posséder les paliers précédents.
Elles se divisent en trois grandes catégories :
- les capacités actives : leur effet est ponctuel, et elles coûtent un certain montant d'endurance ou de mana à l'instant où on les déclenche.
- les capacités passives : ces capacités sont efficaces en permanence, et ne coûtent pas le moindre point.
- les capacités maintenues : elles ne prennent effet que lorsqu'elles sont activées, mais demeurent efficaces à la manière d'une capacité passive, en échange d'un certain montant d'endurance ou de mana déduit du maximum. Les plus puissantes consomment l'endurance ou le mana restant en continu, et cessent leur effet une fois la jauge épuisée.

Les talents des Guerriers et des Voleurs se retrouvent sur les styles de combats à deux armes et au tir. Mais là où les Guerriers offrent aussi le choix de style de combat au bouclier et aux armes à deux mains, les Voleurs disposent de tout un panel de capacités de combat moins conventionnel. Chaque classe propose aussi plusieurs groupes de 4 capacités particulières et uniques.
Les Mages quant à eux proposent de très nombreuses écoles et styles de magie, comme les magies élémentaires (feu, froid, foudre, et terre), des magies nécromantiques, de soins, d'énergie, d'invocation, de glyphes, ou bien d'autres encore...
Les Guerriers et les Voleurs reçoivent un point de talent tous les niveaux, et les Mages un sort.

### L'expérience et les niveaux
À l'accomplissement d'une quête, lorsque votre équipe terrasse un adversaire, ou lorsque vous découvrez certains éléments du jeu, tous vos personnages reçoivent une certaine quantité d'expérience. Lorsque celle-ci est suffisamment importante, une icône "+" apparaîtra à côté de votre avatar.
Votre personnage gagnera alors :
- 3 points d'attributs
- 1 talent ou 1 sort
- tous les deux ou trois niveaux (selon la classe), 1 point de compétence
- une amélioration générale du personnage : ses points de vie, d'endurance ou de mana, ainsi que ses dégâts de base

### Les compagnons
Vous rencontrez tout au long de votre aventure plusieurs personnages qui se joindront à vous. Trois d'entre eux pourront vous accompagner simultanément lors de vos déplacements, tandis que les autres resteront au campement que vous aurez établi. Chacun possède une histoire et une personnalité uniques, que vous pourrez découvrir en engageant régulièrement la conversation avec eux, ou en parcourant le pays à leur côté.
Selon vos actions, vos conversations, et les attentions particulières que vous aurez à leur égard, certains se montreront plus disposés à vous faire confiance que d'autres, créant ainsi de véritables liens d'amitié, voire d'amour, ou au contraire de suspicion, mépris, ou de haine. Si vous vous entendez suffisamment bien avec vos compagnons, ils gagneront des compétences d'amélioration de leurs attributs.
De plus, certains de vos compagnons vous apprendront aussi quelques secrets que vous ne pourriez découvrir nulle part ailleurs.

### Les spécialisations de classe
Aux niveaux 7 et 14, votre personnage principal pourra opter pour une spécialisation de sa classe. Ces spécialisations offrent des bonus non négligeables, ainsi que l'accès à un nouveau groupe de 4 talents ou sorts uniques. Vos compagnons disposent pour la plupart déjà d'une spécialisation (imposée) dès leur rencontre, et recevront leur seconde (au choix du joueur) au niveau 14.
Les spécialisations du Guerrier :
- Le Templier : cette spécialité procure tout un arsenal de talents pour venir à bout des mages ennemis, de la simple résistance à la neutralisation de leurs pouvoirs.
- Le Berserker : le guerrier Berserker peut contrôler sa rage au combat et l'employer à dévaster ses adversaires, mais au prix d'un épuisement parfois important.
- Le Champion : ce spécialiste encourage ses compagnons au combat, décuplant leur force et leur hargne, tout en entamant le moral des troupes ennemies.
- le Psychomancien : le guerrier Psychomancien use de bien sombres pouvoirs, gagnant en puissance à mesure que la souffrance le ronge et que les cadavres rougissent son sillon.

Les spécialisations du Voleur :
- le Barde : cette spécialité offre au Voleur quatre nouveaux talents basés sur le chant. Chacun procure un effet particulier sur ses compagnons, ou sur les ennemis qu'ils affrontent.
- l'Assassin : le Voleur Assassin est un tueur-né, disposant de nouveaux talents permettant d'ôter furtivement la vie en une fraction de seconde... ou presque.
- le Duelliste : c'est le maître du combat au corps à corps. Cette spécialité complète à merveille tout Voleur ayant embrassé la voie des armes.
- le Rôdeur : le Rôdeur bénéficie d'une empathie toute particulière avec les animaux, qui se tiendront à ses côtés lors de ses futurs affrontements.

Les spécialisations du Mage :
- le Métamorphe : ce Mage a appris la façon de transformer son corps en celui d'un animal ou d'une créature fantastique, lui offrant une polyvalence et une souplesse certaine lors des combats.
- le Guérisseur Vital : cette spécialité recèle les plus grands secrets de la protection et de la préservation de la vie. Bien que sans la moindre prétention offensive, le Guérisseur Vital saura maintenir tous ses compagnons sur pieds au-delà de toute espérance.
- le Guerrier Mystique : ce spécialiste a abandonné la magie sous sa forme conventionnelle, pour la plier à son efficacité au combat et aux armes. Aussi redoutable qu'un Guerrier au corps à corps, la Magie lui tiendra lieu et place des muscles de ces derniers.
- le Mage de Sang : adepte des arcanes interdits, le Mage de Sang sait utiliser l'essence même de la vie pour nourrir son Art, n'hésitant pas à sacrifier ses compagnons pour acquérir une puissance au-delà de toute mesure.

Les choix de spécialisations ne s'acquièrent pas automatiquement. Il vous faudra découvrir d'anciens grimoires en faisant état, sympathiser avec quelques compagnons d'armes qui vous l'enseigneront, accomplir certaines quêtes avec succès, ou obtenir les faveurs d'un maître afin de pouvoir en bénéficier et d'en faire bénéficier vos compagnons.

## Personnages
Liste des personnages jouables dans la campagne originale (hors compagnons temporaires) :
- Le Garde des ombres : personnage principal du jeu
- Alistair : ancien templier devenu Garde des ombres
- Morrigan : mage apostate métamorphe qui rejoint le héros
- Chien de guerre : un chien mabari qui s'allie au héros de l'aventure (ou pas si l'on choisit d'incarner un humain guerrier ou voleur, ce dernier disposera de base d'un chien de guerre)
- Léliana : sœur de la Chantrie qui a un passé de barde
- Sten : guerrier qunari que vous pouvez sauver de la peine capitale
- Zévran : elfe assassin (ancien membre des Corbeaux antivans, guilde d'assassins réputée)
- Wynne : mage du Cercle
- Oghren : nain très porté sur la bouteille
- Loghain : héros déchu et brillant tacticien, antagoniste intéressant et controversé, et ennemi des Gardes des ombres
- Shale : golem de pierre (nécessite le contenu additionnel Le prisonnier de la pierre)

## Doublage francophone
- Alistair : Sébastien Desjours
- Morrigan : Déborah Perret
- Léliana : Laura Blanc
- Sten : Antoine Tomé
- Zévran : David Krüger
- Wynne : Yumi Fujimori
- Oghren : José Luccioni
- Loghain : Philippe Catoire
- Duncan : Benoît Allemane
- Cailan : Jean-Pierre Michaël
- Anora : Alexandra Garijo
- Riordan : Bernard Tiphaine
- Rendon Howe : Daniel Gall
- Zathrian : Bernard Lanneau
- Pyral Harrowmont : Patrice Melennec
- Bodahn : Gilbert Lévy
- Daveth : Alexandre Gillet
- Jowan : Mathias Kozlowski
- Cullen Rutherford : Yann Pichon
- Gorim Sealac : Gilles Morvan
- Czibor : Thierry Desroses
- Rica : Noémie Orphelin
- Gardien du gantelet : Michel Ruhl
- Avernus : Dominique Paturel
- Elric Maraigne : Boris Rehlinger
- Voix additionnelles : Alexis Tomassian, Donald Reignoux, Brigitte Lecordier, Emmanuel Garijo, Marie-Laure Beneston,  Rafaèle Moutier, Guillaume Lebon, Frantz Confiac, Pascale Chemin, Éric Legrand, Marc Alfos, Serge Thiriet, Stéphane Ronchewski, Jérôme Pauwels, Anne Dolan, Patrick Borg, Laurence Dourlens, Fily Keita, Xavier Fagnon, Vincent Ropion, Céline Duhamel, Delphine Braillon, Gérard Surugue, Guy Chapellier, Laurent Morteau, Bernard Gabay, Bruno Magne, Edgar Givry, Martial Le Minoux, Olivia Luccioni, Ilana Castro, Pascale Vital, Patrick Mancini

## Accueil
À sa sortie fin 2009, le jeu reçut un excellent accueil, notamment en ce qui concerne la version PC, autant au niveau de la critique que du public, ce qui permit à BioWare de continuer à travailler sur du nouveau contenu sortant régulièrement sous forme de mises à jour et d’extensions à télécharger (voir dessous). En mars 2010, une extension sur DVD est également sortie : Dragon Age: Origins - Awakening.
Les versions Xbox360 et PS3 sont généralement sanctionnées pour l’abandon de la pause pendant les combats, les combats perdent ainsi leur côté stratégique tant apprécié sur PC, le site Gamekult parlant de « ratage complet des combats sur Xbox360 », et pour la réalisation graphique moins réussie que sur plate-forme Windows.
Ce jeu est classé « 93e meilleur jeu de tous les temps » selon le site français Jeuxvideo.com.

## Téléchargement et Bonus
Comme de nombreux jeux de ces années, Dragon Age: Origins possède de nombreux DLC ou contenus téléchargeables. Afin de limiter le piratage, certains étaient offerts à l’achat du jeu sous forme de codes bonus. De nombreux minis contenus bonus sous forme de codes sont également sortis dans le but d’encourager les précommandes et achat du jeu. Il y a bien sûr également le traditionnel contenu payant.
Les contenus sont directement téléchargeables depuis le jeu sous PC et disponibles sur le « Xbox live » pour Xbox et sur le « PlayStation Network » (PSN) pour la PS3. Une installation manuelle est aussi possible sur PC. Dans tous les cas, l’installation ne suffit pas, une connexion au réseau « Bioware Social Network » est utilisé pour activer les contenus.

### Contenus téléchargeables payants
Ces contenus sont achetables individuellement, avec des points Bioware (version PC) ou Microsoft (version Xbox) qu’il faut préalablement acheter, 1 € correspond approximativement à 115 points (les points s’achètent par 400 (3,49 €), 560 (4,88 €), 800 (6,97 €) ou 1 600 (13,94 €)). Sur le PSN, pas de points, les contenus s’achètent directement avec de l’argent. 
- Le prisonnier de pierre : Un nouveau compagnon, Shale le golem. (Disponible à la sortie du jeu pour 14,99 €-1 200 points, offert aux acheteurs du jeu, payant pour les autres)
- La Forteresse des gardes des ombres : Une forteresse et une nouvelle quête. (Disponible à la sortie du jeu pour 6,99 €-560 points, offert aux acheteurs de l’édition digitale, payant pour les autres)
- Retour à Ostagar : Une nouvelle quête (Coût : 4,99 €-400 points ; sorti le 29 janvier 2010)
- Awakening : L’extension disponible en DVD peut aussi être téléchargée comme DLC sur le Xbox Live et le PSN (Coût : 39,99 €3 200 points ; sorti le 16 mars 2010)
- Farces de Satinalia : Des cadeaux déplaisants pour les compagnons (Coût : 1,99 €-160 points ; sorti le 1er avril 2010)
- Présents de Satinalia : Des cadeaux plaisants pour les compagnons (Coût : 1,99 €--160 points ; sorti le 1er avril 2010)
- Pack intégral de Satinalia : Les deux DLC « Présents de Satinalia » et « Farces de Satinalia » ensemble (Coût : 1,99 €-260 points ; sorti le 1er avril 2010)
- Les Chroniques des engeances : Qui permet d’incarner les créatures de l’engeance (Coût : 4,99 €-400 points ; sorti le 18 mai 2010)
- Sang vicié : épée bonus disponible après avoir terminé « Les Chroniques des engeances » (Coût : fourni avec « Les Chroniques des engeances » ; sorti le 18 mai 2010)
- Le chant de Léliana : Revient sur le passé du personnage Leliana (Coût : 6,99 €-560 points ; sorti le 6 juillet 2010)
- Provocateur : Armure bonus disponible après avoir terminé « Le chant de Léliana » (Coût : fourni avec « Le chant de Léliana » ; sorti le 6 juillet 2010)
- Les Golems d’Amgarrak : Nouvelle quête (Coût : 4,99 €-400 points ; sorti le 11 août 2010)
- Puissance de golem : Trois objets bonus disponibles après avoir terminé « Les Golems d’Amgarrak » (Coût : fourni avec « Les Golems d’Amgarrak » ; sorti le 11 août 2010)
- Chasse aux sorcières : Épilogue (Coût : 6,99 €-560 points ; sorti le 7 septembre 2010)

### Contenus téléchargeables promotionnels
Ces contenus sont offerts sous la forme de codes à usage unique à utiliser sur le site social.bioware.com. Certains de ces contenus n’ont pas besoin d’être activés et peuvent être utilisés par tous (bien qu’il faille les installer manuellement).
- Édition Collector : 3 objets bonus : Un livre, un heaume et un bâton (offert avec l’édition collector)
- Heaume des Tréfonds (Obtenu en jouant au jeu Flash Dragon Age journeys[8] ; activation non requise)
- Amulette du mage de guerre (Obtenu en jouant au jeu Flash Dragon Age journeys[8] ; activation non requise)
- Ceinture aux nombreuses poches d’Embri (Obtenu en jouant au jeu Flash Dragon Age journeys[8] ; activation non requise)
- La pierre de fortune (Obtenu en utilisant « La forge des héros », un éditeur de personnage sorti peu avant le jeu ; activation non requise)
- Armure de dragon de sang (Offert à l’achat du jeu, ce code déverrouille également une armure similaire pour Mass Effect 2)
- Lisière (Bonus de précommande, offert par la suite à tous ceux qui ont acheté le jeu avant le 30 novembre 2009 ; activation non requise)
- Charme de loup féral (Bonus de précommande sur Gamestop)
- Bague de fiançailles dalatienne (Bonus de précommande)
- Anneau mémoriel (Bonus de précommande)
- Ceinture de maître de guilde (Bonus de précommande sur Game Crazy ou Mighty Ape)
- Anneau de feu (Bonus de précommande sur EA store)
- Marque de vigilance (Bonus de précommande, également offert pour l’achat d’un T-shirt Dragon Age chez Hot Topic ; activation non requise)
- Patte du lion (Bonus de précommande sur Amazon ; activation non requise)
- Serment funeste (Bonus de précommande sur Steam ; activation non requise)
- Écu du Vrai Roi (Bonus Dragon Age: Origins - Awakening Alienware ; activation non requise)
- Arc de Brégan (Bonus de précommande de Dragon Age: Origins : Awakening sur gamestop.de et game.co.uk ; activation non requise)
- Perle du Consacré (Bonus de précommande de Dragon Age: Origins : Awakening sur amazon.de et play.com ; activation non requise)

## Promotion du jeu

### Romans
À noter que juste avant la sortie du jeu, les éditions Milady ont sorti un roman écrit par David Gaider, le scénariste principal de Dragon Age: Origins, et qui s’intitule Le Trône Volé. Il reprend la jeunesse du personnage de Loghain, accompagné du futur roi Maric. 
Il existe en anglais un second préquel du même auteur qui se nomme The Calling et qui ne bénéfice pas encore de traduction.

### Jeu Flash sur internet
Un jeu Flash est également sorti peu avant le jeu afin de promouvoir ce dernier : Dragon Age journeys. Plusieurs objets pour le jeu Dragon Age: Origins pouvaient être obtenus en jouant au jeu Flash.